# حذاء رياضي

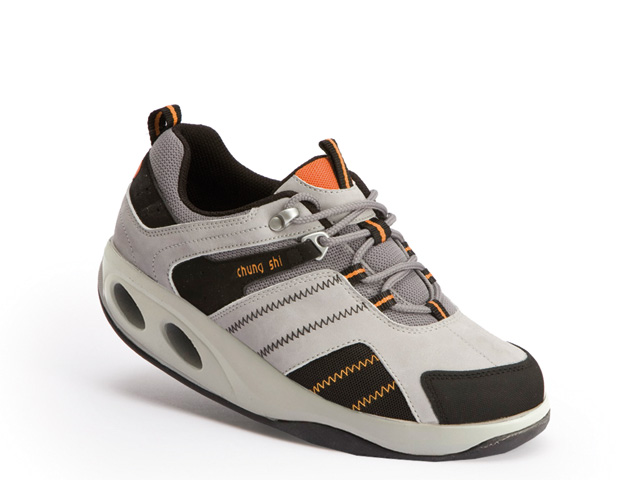
حذاء رياضي

الحذاء الرياضي هو حذاء يستخدمه الرياضيون لممارسة النشاط البدني. وهو حذاء مختلف من ناحية التصميم والشكل عن الحذاء العادي ويكون مرناً ويوفر الراحة للرياضي.
وبالإمكان تسمية الحذاء الرياضي وفقاً لنوع النشاط البدني الممارس . فهناك حذاء التدريب ، وحذاء الرمل ، وحذاء الجمباز ، وحذاء التنس ، وحذاء الجري .
وثمة أنواع مخصصة للاستخدام في المسطحات العشبية ككرة القدم.

## صناعة الأحذية الرياضية
تتم صناعة الحذاء الرياضي عادة من مواد مرنة، وفي الغالب يتم استخدام المطاط عالي الكثافة في صناعة الحذاء. ونتيجة للتطور الرياضي ابتدأت الشركات في إنتاج أحذية رياضية منتجة خصيصاً للرياضي في لعبة معينة، مع الاحتفاظ بالتصميم العام للحذاء الرياضي.

## أنواع الأحذية الرياضية

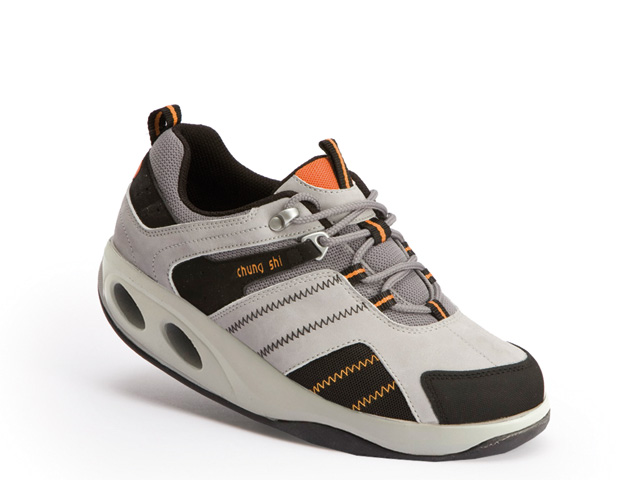

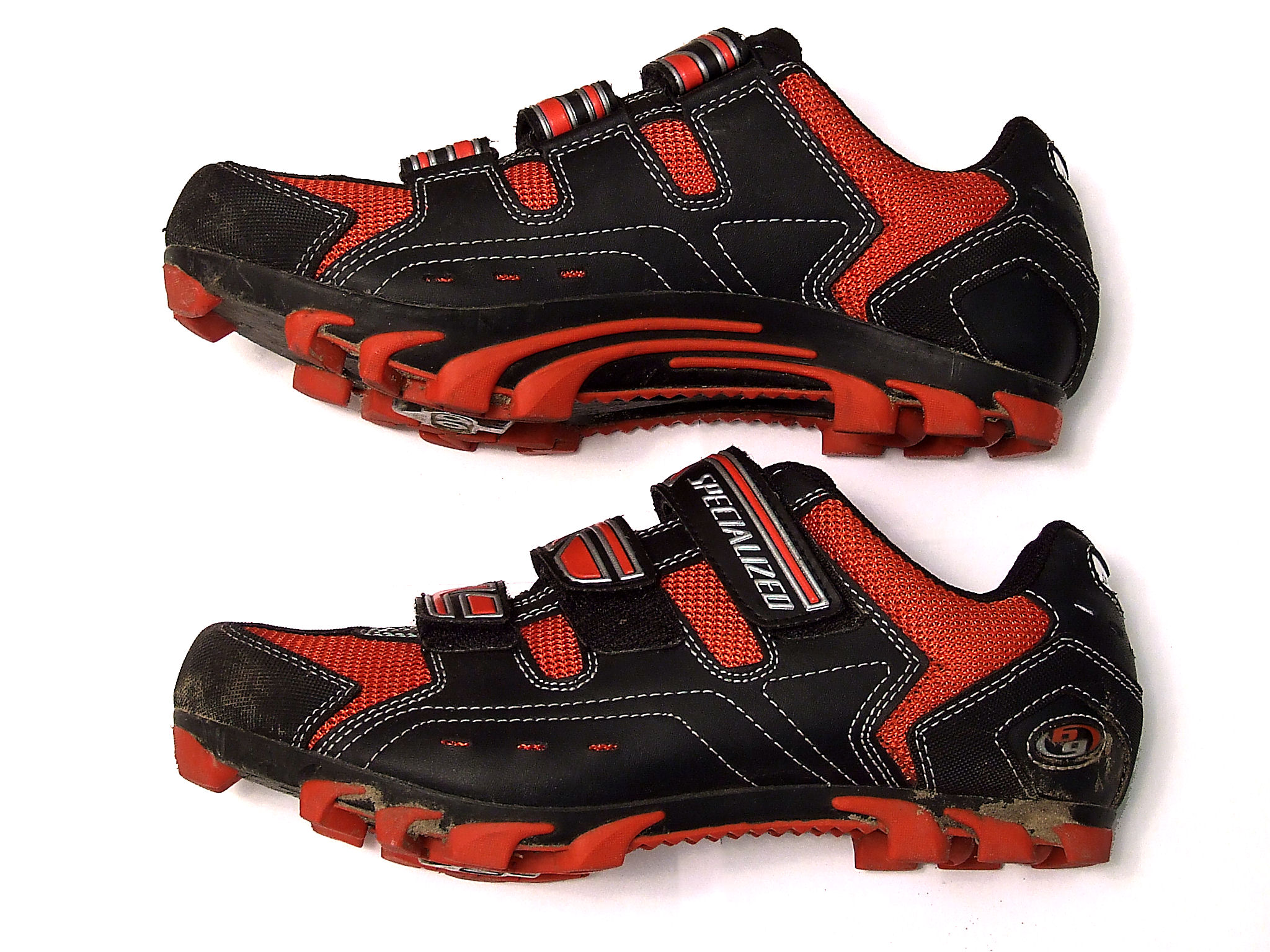

- حذاء الركض

- حذاء كرة السلة

- حذاء سباق الدرجات الهوائية

## الاضرار على القدم
يتسبب الحذاء الرياضي   
بـتشوه القدم بسبب نعله الضيق 
حيث انه يجعل شكل القدم اضيق و اصابع ملتزقة
و يعطي شكل القدم على شكل قالب الحذاء و ناهيك
عن الرائحة الكرية للقدم و البثور الفطريات و غيرها 
و تتشوه عادًا قدم المراهقيين من العمر 12 حتى العمر 22
اكثر من غيرهم